# María Blasco (cantante)
María Blasco (Zaragoza, 1888-Buenos Aires, 1966) fue una cantadora de jota aragonesa considerada como la mejor de este género musical en la primera década del siglo XX. 
Nació en el barrio de la «Parroquia Baja» de Zaragoza. A los diecinueve años consiguió el Primer Premio del Certamen Oficial de Jota Aragonesa de 1907 y al año siguiente se haría con el Premio Extraordinario de dicho certamen reservado solo a cantadores que tuvieran ya en su haber el Primer Premio. Entre sus admiradores se cuenta el violinista español Pablo Sarasate.
Su carrera profesional la llevó a desarrollar una carrera exitosa viajando por Europa. Cosechó importantes éxitos en Francia (París) y en Bélgica (Bruselas). En 1910 marcha a Argentina, donde ya se encontraba Juanito Pardo, para obtener nuevos triunfos artísticos.
Sus hijas fueron las actrices Ibis Blasco y María Luisa Blasco.